# Culinária de Timor-Leste
A culinária de Timor-Leste consiste em alimentos locais como, porco, peixe, manjericão, tamarindo, legumes, milho, arroz, raízes, vegetais e Frutos tropicais. A cozinha timorense é muito diversa por reflete sua localização geográfica entre o Sudeste Asiático e a Melanésia, com grabde influência portuguesa e indonésia. Ingredientes de outras ex-colônias portuguesas podem ser encontrados devido à presença de soldados portugueses de outras colônias em Timor-Leste.

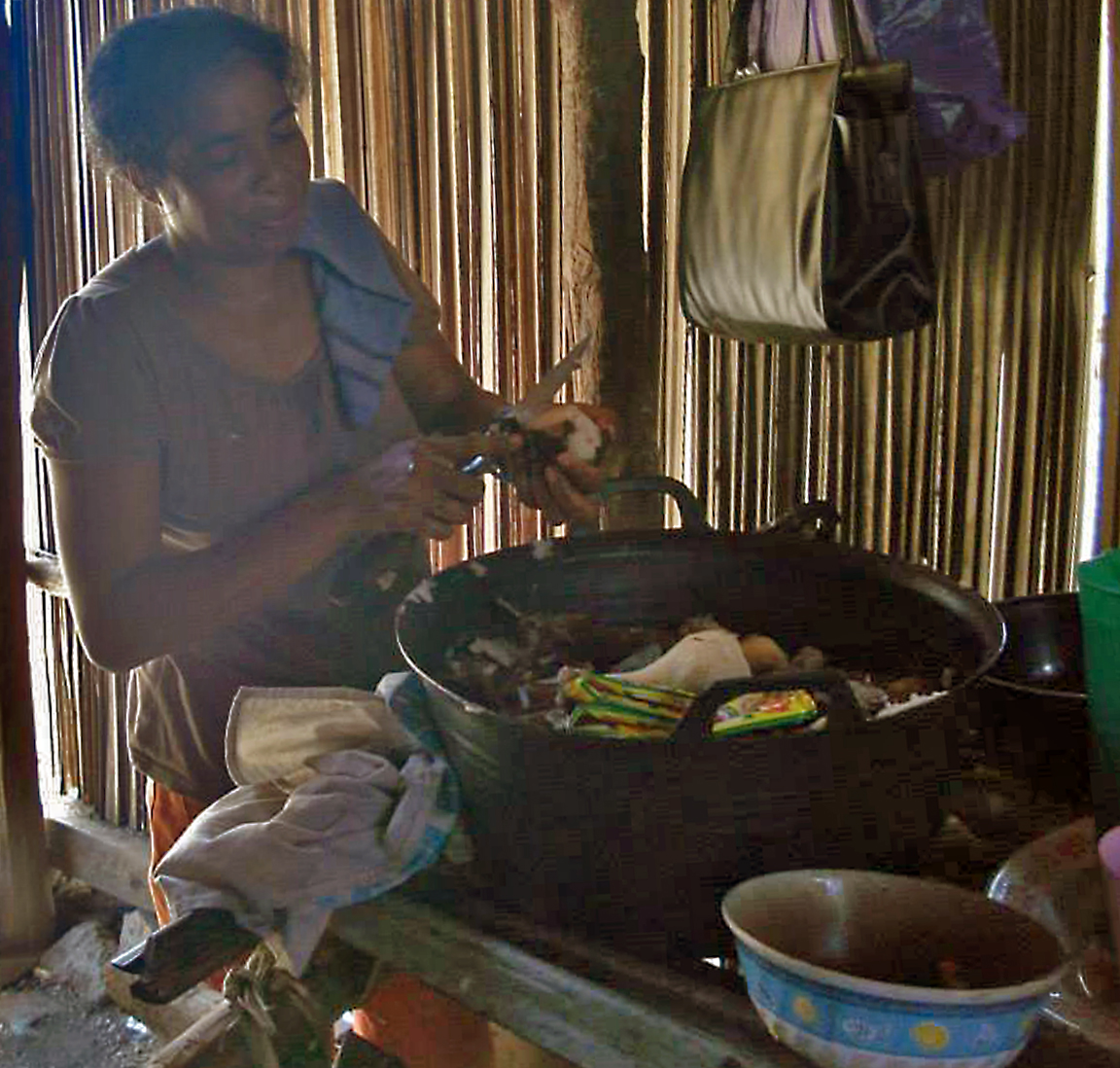
Cozinheira em Timor-Leste

Três refeições por dia são comuns, com almoço geralmente entre 12h às 14h.
Timor Leste está em uma área onde a culinária javanesa baseada no arroz encontra-se com a cultura baseada em raízes da Melanésia. No geral, arroz e milho são os alimentos básicos em Timor-Leste.
Ao contrário das regiões vizinhas, a cozinha timorense tem influências portuguesas, herança dos quase 500 anos de colonização. Também há contribuições de imigrantes chineses e da ocupação indonésia.
Como a agricultura é a principal ocupação em Timor-Leste, o alimento principal é o arroz, que é amplamente cultivado neste país. Além do arroz, outros alimentos básicos cultivados incluem batata-doce, milho, mandioca e taro. Esses alimentos básicos são complementados com feijão, repolho, espinafre, cebola e feijão de corda.
A segunda categoria de alimentos consiste em aves, porcos e cabras. A maioria da população cria seus próprios animais.
O peixe também é uma fonte de proteína animal neste país, visto que a pesca também é uma ocupação importante depois da agricultura.

## Pratos típicos
- Batar daan- Um prato popular de milho, feijão e abóbora.[5]
- Budu-Um molho de tomate com hortelã, limão e cebola.
- Ikan sabuko- Peixe com molho de tamarindo com manjericão e pimentão.[6]
- Tapai- Um prato de arroz fermentado, ligeiramente alcoólico.[7]
- Caril - Um caril de frango com pimentão assado e pasta de coco.
- Feijoada à timorense - Prato comum nas ex-colônias portuguesas, é feita com carne de porco, feijão e chouriço.
- Bibinka - Um bolo de coco.
- Pastel de nata - uma torta de ovo.

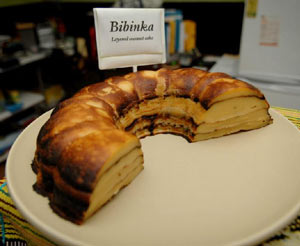
Bibinka
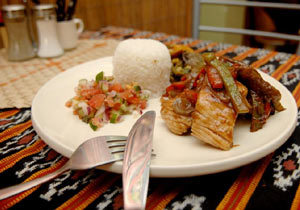
Um prato de ikan sabuko com batar daan, arroz e budu